# ردلینچ، ویلتشر
ردلینچ (به انگلیسی: Redlynch) یک روستا و محله مدنی در بریتانیا است که در ویلتشر واقع شده‌است. ردلینچ ۳٬۴۴۸ نفر جمعیت دارد.